# Altshausen
Altshausen is een gemeente in de Duitse deelstaat Baden-Württemberg, en maakt deel uit van het Landkreis Ravensburg.
Altshausen telt 4.079 inwoners.

## Zie ook

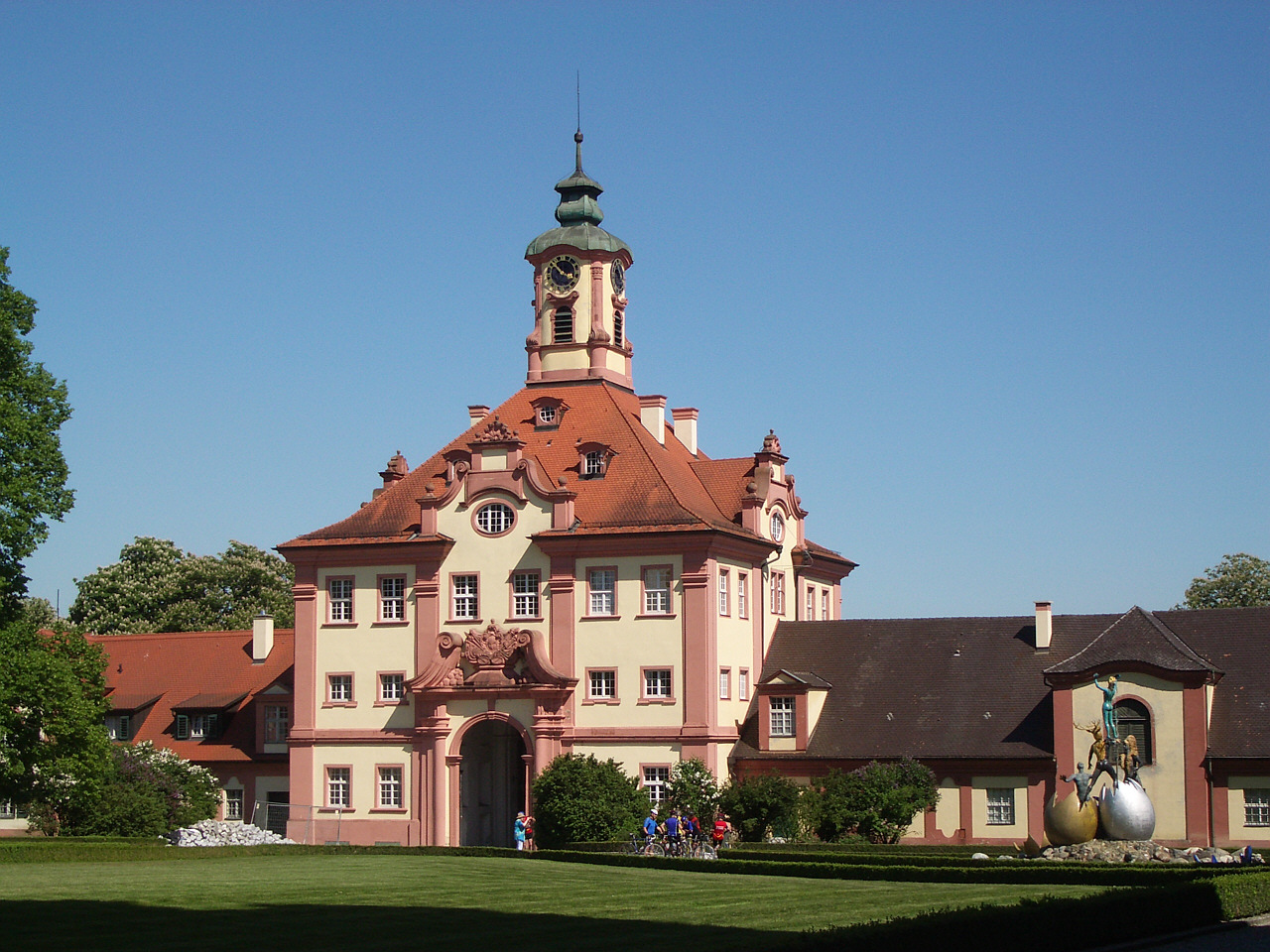
Slot